# Seznam častnih doktorjev Univerze v Ljubljani
Seznam častnih doktorjev Univerze v Ljubljani je urejen po dnevu imenovanja.

## Seznam
- dr. Danilo Majaron: 22.6.1929
- dr. Tomaž G. Masaryk: 31.2.1931
- dr. Anton Korošec: 17.12.1939
- Ivan Hribar: 15.2.1941
- Oton Zupančič: 22.1.1948
- prof. dr. Matija Murko: 22.3.1951
- prof. inž. Mirko Roš: 8.1.1952
- prof. arh. Jože Plečnik: 5.6.1952
- prof. dr. Milan Vidmar: 22.06.1955
- prof. dr. Alojz Král: 15.06.1956
- prof. dr. Harold Delf Gillies: 7.10.1957
- prof. dr. Franjo Kogoj: 8.4.1961
- prof. dr. Josip Plemelj: 11.12.1963
- Josip Vidmar: 18.10.1966
- Josip Broz Tito: 11.12.1969
- Edvard Kardelj: 11.12.1969
- prof. dr. Srečko Brodar: 11.12.1969
- prof. dr. Jovan Hadži: 11.12.1969
- prof. dr. Milko Kos: 11.12.1969
- prof. dr. Alija Košir: 11.12.1969
- akad. ing. Feliks Lobe: 11.12.1969
- prof. dr. France Stele: 11.12.1969
- prof. dr. Alois Tavčar: 11.12.1969
- prof. inž. Franc Mikuž: 10.10.1972
- prof. dr. Makso Šnuderl: 17.10.1975
- prof. dr. Michael E. de Bakey: 1.9.1976
- Sergej Kraigher: 17.02.1977
- akad. prof. dr. Anton Kuhelj: 12.12.1979
- akad. prof. dr. Janez Milčinski: 12.12.1979
- Vida Tomšič: 12.12.1979
- dr. Anton Vratuša: 12.12.1979
- akad. prof. dr. Zoran Bujas: 17.4.1981
- dr. Marijan Brecelj: 17.4.1981
- prof. dr. Alojzij Vadnal: 17.4.1981
- dr. Julius Nyerere: 16.3.1985
- akad. prof. dr. Fran Zwitter: 22.4.1986
- akad. prof. dr. Anton Peterlin: 21.5.1988
- prof. dr. Neil Bartlett: 18.4.1989
- prof. dr. Vladimir Prelog: 18.4.1989
- prof. dr. Marko Pozzetto: 18.4.1989
- prof. dr. Božena Ravnihar: 18.4.1989
- prof. dr. Hans Jürgen Warnecke: 18.04.1989
- prof. dr. Robert Huber: 25.05.1989
- akad. prof. dr. Dragotin Cvetko: 3.12.1990
- prof. dr. Rudolf Hoppe (Univerza v Giessnu)
- akad. prof. dr. France Bezlaj: 3.12. 1991
- prof. dr. Viktor Emil Frankl: 2.12.1992
- prof. dr. Thomas Luckmann: 2.12.1992
- prof. dr. Joachim Milberg: 2.12.1994
- akad. prof. dr. Anton Trstenjak: 2.12.1994
- prof. em. dr. Walter Liese: 2.12.1994
- prof. dr. dr. Diedrih Smidt: 1.12. 1995
- prof. dr. Dušan C. Prevoršek: 3.12. 1996
- akad. dr. Ivan Vidav red. prof. v. p.: 3.12. 1997
- prof. dr. Andreas Boehringer: 3.12. 1997
- akad. prof. em. dr. Aleksander Bajt: 3. 12. 1998
- akad. prof. dr. Miha Tišler: 5. 12. 2000
- prof. dr. Ruzena Bajcsy: 4. 12. 2001
- prof. dr. Joseph Straus: 4. 12. 2001
- prof. dr. Dane S. Scott: 25. 2. 2003
- prof. dr. Egon Matijević: 2.12. 2003
- akad. prof. dr. Robert Blinc: 2.12. 2003
- Hans Juergen Grabke: 3.12. 2004
- prof. dr. Noam Chomsky: 29. 3. 2005
- prof. dr. Lawrence R. Klein: 29. 3. 2005
- Irena Grafenauer: 2.12. 2005
- prof. dr. Eberhard Neumann: 5.12. 2006
- prof. dr. Manfred Geiger: 5.12. 2006
- prof. dr. Umberto Eco: 4.12. 2007
- prof. dr. Carl Steinitz: 4.12. 2007
- Boris Pahor: 2.12.2008
- prof. dr. Robert Badinter: 2.12.2008
- prof. dr. Jean-Marie Lehn: 30.11. 2009
- prof. Igor Ozim: 30.11. 2010
- prof. dr. Joseph Stiglitz: 30.11.2010
- prof. dr. Bengt Winblad: 1.12.2015